# Blue Jean
Pour l’article ayant un titre homophone, voir Blue Gene.
Pour les articles homonymes, voir Blue Jeans (homonymie).
Singles de David Bowie
White Light/White Heat
(1983) Tonight
(1984)
Blue Jean est une chanson du chanteur britannique David Bowie parue en 1984 sur l'album Tonight.
C'est le premier single extrait de l'album, à grand renfort de promotion, dont un long clip de 21 minutes réalisé par Julien Temple, Jazzin' for Blue Jean. La chanson se classe dans le Top 10 au Royaume-Uni (6e) et aux États-Unis (8e), ainsi que dans d'autres pays. Elle figure au programme des tournées Glass Spider Tour (1987), Sound+Vision Tour (1990) et A Reality Tour (2004), et apparaît sur de nombreuses compilations de Bowie. En France, modestement classé au Top 50, il s'est vendu à 58 200 exemplaires.
Avec le recul, les biographes de David Bowie se sont montrés assez critiques envers la chanson : « le genre de chanson qui reste populaire très peu de temps avant de tomber dans l'oubli » pour James E. Perone, « une bonne chanson pop, plutôt banale pour Bowie » selon David Buckley.

## Musiciens
- David Bowie : chant
- Carlos Alomar : guitare
- Derek Bramble : basse, synthétiseur
- Carmine Rojas : basse
- Sam Figueroa : percussions
- Omar Hakim : batterie
- Guy St. Onge : marimba

## Classements hebdomadaires
| Classement (1984-85)                   | Meilleure place |
| -------------------------------------- | --------------- |
| Autriche (Ö3 Austria Top 40)           | 16              |
| Belgique (Flandre Ultratop 50 Singles) | 4               |
| France (SNEP)                          | 22              |
| France (IFOP)                          | 21              |
| Norvège (VG-lista)                     | 3               |
| Nouvelle-Zélande (RMNZ)                | 7               |
| Suède (Sverigetopplistan)              | 5               |
| Suisse (Schweizer Hitparade)           | 14              |

| Classement (2016) | Meilleure place |
| ----------------- | --------------- |
| France (SNEP)     | 193             |